# Mika-Stadion
Das Mika-Stadion (armenisch: Միկա Մարզադաշտ), offiziell das Stadion des Finanzministeriums, abgekürzt als KAPEK-Stadion (armenisch: ԿԱՊԵԿ Մարզադաշտ), ist ein Fußballstadion in Jerewan, Armenien. Es wurde zwischen 2006 und 2007 erbaut und 2008 eröffnet. Die Stadion-Kapazität beträgt 7.250 Sitzplätze. Das Stadion ist das Heimstadion des armenischen Erstligisten MIKA Aschtarak sowie der armenischen Fußballnationalmannschaft der Frauen.
Am 28. August 2014 wurde das Stadion wegen finanzieller Schwierigkeiten der Eigentümer für 9,045 Milliarden Armenische Drams (ca. 22 Millionen US-Dollar) an das armenische Finanzministerium verkauft.